# Подлесново (Ростовский район)
Подлесново — село Ростовского района Ярославской области, входит в состав сельского поселения Петровское. 

## География
Расположено в 6 км на северо-восток от посёлка Петровское и в 15 км на юг от Ростова.

## История
Местный каменный одноглавый храм в связи с колокольней воздвигнут в 1795 году усердием Ивана Михайловича и Елизаветы Богдановны Ошаниных, с престолами в холодной церкви во имя ап. Иоанна Богослова и в теплой - Казанской Богородицы. До 1795 года здесь находилась церковь деревянная, разрушенная по причине сильной обветшалости.
В конце XIX — начале XX село входило в состав Перовской волости Ростовского уезда Ярославской губернии. В 1885 году в селе было 27 дворов.
С 1929 года село входило в состав Михайловского сельсовета Ростовского района, в 1935 — 1959 годах — в составе Петровского района, с 1954 года — в составе Никольского сельсовета (сельского округа), с 2005 года — в составе сельского поселения Петровское.

## Население
| 1859 | 1914 | 2007 | 2010 |
| ---- | ---- | ---- | ---- |
| 180  | ↗190 | ↘34  | ↘16  |

## Достопримечательности
В селе расположена недействующая Церковь Иоанна Богослова (1795).